# Броненосни крайцери тип „Сан Джорджо“
Сан Джорджо (на италиански: San Giorgio) са серия броненосни крайцери на Италианския флот от началото на XX век. Те са усъвършенствана версия на крайцерите тип „Пиза“. Всичко от проекта са построени са две единици: „Сан Джорджо“ (на италиански: San Giorgio) и „Сан Марко“ (на италиански: San Marco). Това са последните и най-мощни броненосни крайцери в италианския флот.

## Конструкция
При предишния проект, поради ниските бордове, корабите са заливани от водата. За да се направят по-мореходни, новият тип крайцери получават полубак. Другата разлика е наличието на четвърти комин, нарасналата до почти 11 000 тона водоизместимост и парните турбини на „Сан Марко“, въпреки които не е премината границата от 24 възела скорост.

## Представители на проекта
| Име                       | Заложен          | Спуснат на вода   | Влязъл в строй   | История |
| ------------------------- | ---------------- | ----------------- | ---------------- | --- |
| „Сан Джорджо“ San Giorgio | 24 юни 1905      | 5 май 1908        | 1 септември 1909 | потопен от екипажа, за да се предотврати пленяването му на 22 януари 1941 г. в Битката за Тобрук. След това корабът е изваден през март 1943 и служи като ремонтен кораб в британския флот като HMS San Giorgio. При буксирането на корпуса му, за последваща утилизация, потъва през 1952 година. |
| „Сан Марко“ San Marco     | 20 февруари 1905 | 15 септември 1908 | 1 септември 1909 | На 5 май 1938 г. е използван като кораб-мишена в залива на Неапол при учебни стрелби, чийто свидетел е и Адолф Хитлер, дистанционно управляем от разрушителя „Аудаче“ (бивш японски „Кавакадзе“ от типа „Уракадзе“). След излизането на Италия от съюза на страните на „оста“, на 9 септември 1943 г. е пленен и потопен през същия месец на входа на пристанището на Специя от немските окупационни войски, за да се блокира достъпа на тежки противникови кораби до него. През 1949 г. корпусът е изваден и предаден за скрап. |

## Галерия
- „Сан Джорджо“ провежда стрелби със СК, 1912 г.
- Горящият „Сан Джорджо“ в Тобрук на 22 януари 1941 г.
- Корпусът на „Сан Джорджо“ по-късно през 1941 г.